# Ina Wroldsen
Ina Christine Wroldsen (Sandefjord, 29 de maio de 1984), anteriormente conhecida mononimamente como Ina, é uma cantora e compositora norueguesa. Ela fez parte da dupla de eletropop Ask Embla, com o produtor islandês e compositor Arnþór Birgisson.

## Carreira
A carreira de Wroldsen começou apenas como artista de gravação, mas logo começou a escrever músicas para outros. Como compositora, ela teve grande sucesso e hoje é internacionalmente considerada uma das mais procuradas em seu campo. Ela ganhou vários prêmios BMI/ASCAP awards por seu trabalho, entre os BRIT e Spellemannprisen. Suas músicas foram usadas por pessoas como INNA, Shakira, Jess Glynne, Clean Bandit, Zara Larsson, Rag'n'Bone Man, Sean Paul, David Guetta, James Arthur, Britney Spears, Demi Lovato, Madison Beer, Tinie Tempah, Tinashe, Anne-Marie, Little Mix, Olly Murs, The Pussycat Dolls, The Wanted, The Saturdays, Shontelle, Leona Lewis e One Direction.
Desde 2013, o interesse editorial do catálogo de Ina Wroldsen foi representado pela Reverb Music/Reservoir Media Management.
Nos últimos anos, Ina também retomou sua carreira como artista de gravação. Como parte do duo norueguês-islandês "Ask Embla", juntamente com Arnþór Birgisson. Eles lançaram o álbum Northern Lights em 2013 na Noruega. Desde então, ela continuou sua carreira artística com seu próprio nome. Ela lançou "Aliens (Her er jeg)" (2014), "Rebels" (2015) e em abril de 2016, "Lay It on Me". Este último foi lançado como uma colaboração com o produtor norueguês duo Broiler e subiu para o segundo lugar na parada de singles VG-lista.
Em 2015, Calvin Harris e Disciples escolheram lançar a música de Ina "How Deep Is Your Love" usando seus vocais. Esta foi uma das músicas mais transmitidas/baixadas/tocadas do ano em todo o mundo.
Em 2016, ela foi uma das juízas na versão norueguesa do Idol: Jakten på en superstjerne. Ela tem sido a vocalista de destaque em vários discos de DJs aclamados mundialmente, incluindo Sigma, Steve Aoki, "Breathe" de Jax Jones e a música de Martin Solveig "Places".
Em junho de 2017, ela assinou um contrato com a gravadora Syco Music de Simon Cowell.
Em Agosto de 2018 lançou em parceria com Alok "Favela" com vocais próprios e escrita tendo como inspiração um documentário a respeito de mulheres latino americanas.

## Discografia
Álbuns de estúdio
- 2018: HEX